# Palaeorhynchus
Genre
Espèces de rang inférieur
- Voir paragraphe #Espèces

Palaeorhynchus est un genre fossile de poissons osseux marins proches des espadons actuels. Il appartient à la famille des Palaeorhynchidae (à laquelle il a donné son nom), au sous-ordre des Xiphioidei ou des Scombroidei et à l'ordre des Perciformes.

## Classification
Le genre Palaeorhynchus est décrit en 1818 par Blainville,,,,. 

### Fossiles
Selon Paleobiology Database en 2023, le nombre de collections de fossiles est de dix :
- Oligocène : une collection en Azerbaijan, une en Géorgie, une en Allemagne, une en Pologne, une en Roumanie ;
- Éocène : deux collections en Géorgie, une en Iran et une en Italie[4].

### Répartition géographique et datation

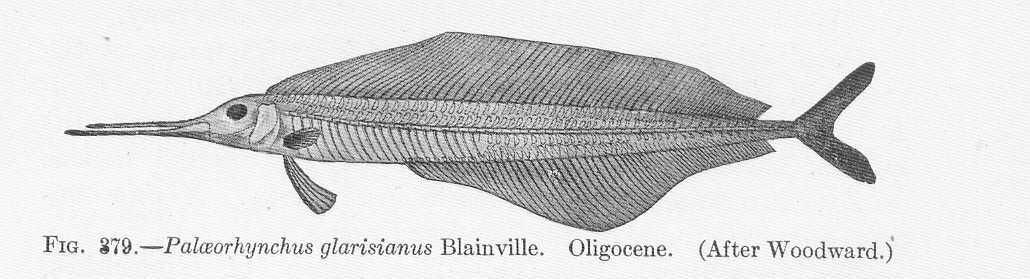
Dessin schématique de Palaeorhynchus glarisianus (Oligocène).

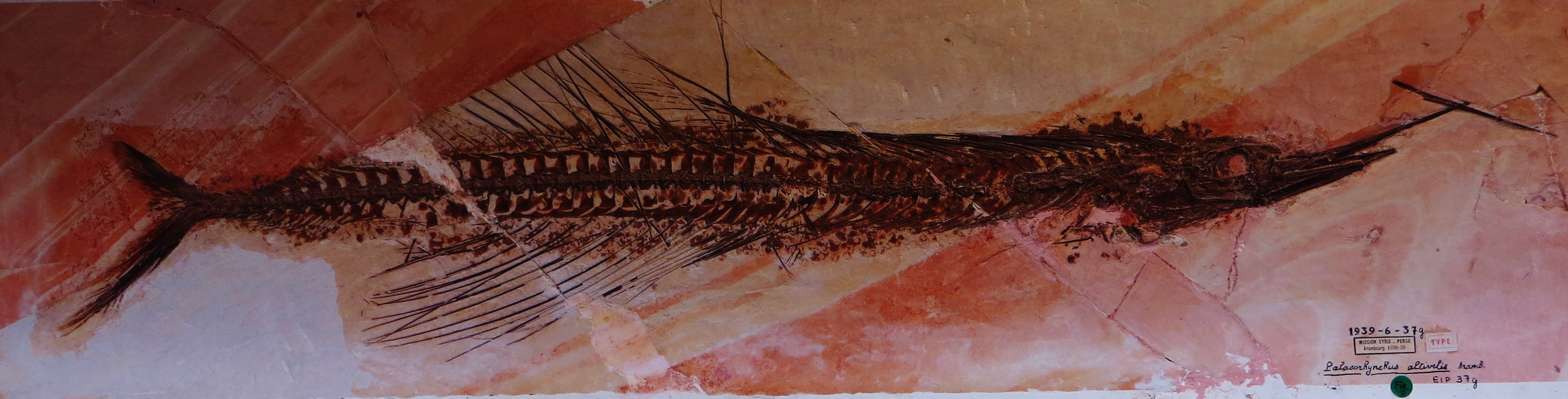
Squelette complet de Palaeorhynchus altivelis au Muséum national d'histoire naturelle de Paris.

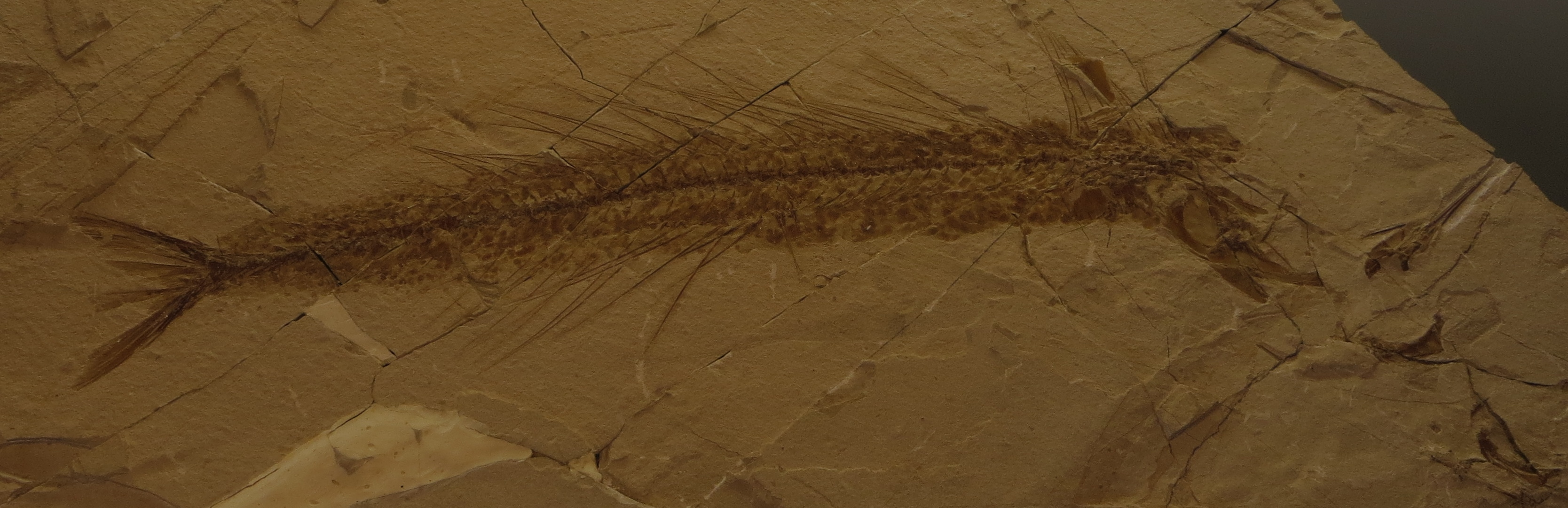
Fossile de Palaeorhynchus zorzini au rostre cassé, en provenance du Monte Bolca (site du Monte Postale).
Longueur environ 70 centimètres.

Ses restes fossiles sont connus dans de nombreux pays d'Europe (Italie, France, Suisse, Allemagne, Croatie, Serbie, Pologne, Roumanie, Russie) et d'Asie (Azerbaïdjan, Géorgie, Iran). Ils ont vécu de l'Éocène inférieur (Yprésien du site fossilifère du Monte Bolca en Italie), jusqu'à la partie moyenne de l'Oligocène, il y a environ entre 50,5 et 28 Ma (millions d'années).

## Espèces
Selon GBIF en 2023, le nombre d'espèces référencées est de onze :
- † Palaeorhynchus altivelis Arambourg[7], 1967
- † Palaeorhynchus egertoni Agassiz, 1842
- † Palaeorhynchus glarisianus Blainville[3],[2], 1818
- † Palaeorhynchus humorensis Brustur et Grigorescu, 1973
- † Palaeorhynchus latum Agassiz, 1842
- † Palaeorhynchus longirostre Agassiz, 1842
- † Palaeorhynchus longirostris Agassiz, 1843
- † Palaeorhynchus medium Agassiz, 1842
- † Palaeorhynchus microspondylum Agassiz, 1842
- † Palaeorhynchus parini Bannikov[8], 1993
- † Palaeorhynchus senectus Danilt'chenko[9], 1962
- † Palaeorhynchus zitteli Kramberger, 1879
- † Palaeorhynchus zorzini Fierstine et al.[1], 2008

## Description
Ces poissons au corps allongé avec une longueur pouvant atteindre 1,50 mètre dont, à l'avant du crâne, un long rostre pointu constitué d'une mâchoire et d'une mandibule particulièrement longues et fines. Sa colonne vertébrale est constitué de 50 à 60 vertèbres ; l'espèce P. zorzini du Monte Bolca, la plus ancienne connue, n'en possède que 50 à 53.
La nageoire dorsale est assez grande et très allongée, elle débute juste derrière le crâne et finit juste avant la queue. La nageoire anale est aussi particulièrement allongée, tandis que les nageoires pectorales sont courtes et situées juste derrière la tête. La nageoire caudale est fortement bifurquée avec un lobe inférieur plus long que le supérieur.

### Publication originale
- [1818] Henri-Marie Ducrotay de Blainville, Poissons fossiles. Nouveau dictionnaire d'histoire naturelle, appliqué aux arts, à l'agriculture, à l'économie rurale et domestique, à la médicine, etc, vol. 27, 1818, 310–395 p.